# Vyšehrad
Vyšehrad je dvorac smješten u Pragu, glavnom gradu Češke. 
Najvjerojatnije je sagrađen u 10. stoljeću, na brdu iznad rijeke Vltave. Unutar dvorca nalazi se Bazilika sv. Petra i Pavla, kao i Vyšehradsko groblje, na kome su pokopane neke od najznamenitijih ličnosti češke povijesti kao što su: Antonín Dvořák, Bedřich Smetana, Karel Čapek i Alphonse Mucha.
Ovdje se nalazi i najstarija sačuvana građevina u Pragu - rotunda sv. Martina iz 11. stoljeća. Prema legendi, Vyšehrad je mjesto prvoga naselja na mjestu današnjeg Praga.

## Vanjske poveznice
- Službena stranica  Arhivirana inačica izvorne stranice od 28. kolovoza 2005. (Wayback Machine)
- Fotogalerija